# 青空のある限り
『青空のある限り』（あおぞらのあるかぎり）は、1967年9月5日に発売されたザ・ワイルドワンズの楽曲である。

## 解説
- 作詞は安井かずみ、作曲は加瀬邦彦である。ドラム担当の植田芳暁がソロで歌い、発売から3ヶ月以上経った翌年年頭にオリコンチャートが発足した時点でも72位に残るヒットとなった。12弦ギターにファズをかけるという斬新かつハードな曲調で、ロックの名アレンジとしても高く評価されている。1981年の再結成後は伊藤銀次の手により、島英二のベース・リフから始まるアレンジにリニューアルされた。
- B面は「あの人」（岩谷時子 作詞、加瀬邦彦 作曲）。

## 収録曲
1. 青空のある限り
  - 作詞:安井かずみ／作曲:加瀬邦彦
2. あの人
  - 作詞:岩谷時子／作曲:加瀬邦彦

## カバー
青空のある限り
- ザ・カーナビーツ - カルトGSコレクション フィリップス編（1992年）に収録。